# Bajau (cheval)
Pour les articles homonymes, voir Bajau.
Le Bajau (malais : Bajau) est une race de poneys originaire de la province de Sabah, au Nord de l'île de Bornéo, en Malaisie. Il est employé par ses éleveurs, les Bajau, pour le gardiennage du bétail et lors de parades équestres très populaires. La situation de la race n'est pas connue avec précision. 

## Histoire
La race est élevée par les Bajau, une ethnie malaisienne présente dans la province de Sabah. Il s'agit d'un cheval localement adapté, et non d'une race indigène.

## Description
De modèle léger et fin, le Bajau appartient au groupe des poneys d'Asie du Sud-Est. CAB International indique une taille moyenne de 1,22 m, tandis que le guide Delachaux donne une moyenne de 1,30 m. La tête est de profil rectiligne, les membres sont fins et terminés par de petits sabots.
La robe est habituellement baie, mais peut présenter des marques blanches.
Ces poneys sobres et rustiques se sont adaptés au climat tropical humide. Ils sont aussi particulièrement résistants aux infestations par les parasites de type strongyle et haemonchus.

## Utilisations
Il est employé pour l'équitation de travail,. Ces poneys sont également montés en costume traditionnel lors de parades équestres très populaires chez les Bajau. Les pièces du harnachement employé portent les noms de seriau pour les clochettes, de tingalu pour les rênes colorées, et de kakang pour la bride, constituant un costume de parade très festif que porte le poney.

## Diffusion de l'élevage
C'est une race locale de l'Est de la Malaisie, localisée dans la province de Sabah, au Nord de l'île de Bornéo, et tout particulièrement dans la ville de Kota Belud. L'étude menée par l'Université d'Uppsala, publiée en août 2010 pour la FAO, signale le Bajau comme race de chevaux locale asiatique qui n'est pas menacée d'extinction. Le niveau de menace sur la race n'est pas renseigné dans DAD-IS, mais un relevé d'effectifs daté de 1998 indique une population située dans une fourchette entre 1 000 et 10 000 individus. Sa situation n'est pas connue avec précision, bien que ses effectifs soient présumés stables.